# Sveti Filip i Jakov
Sveti Filip i Jakov je opčina a vesnice nacházející se v Chorvatsku, je součástí Zadarské župy. Leží 25 km na jihovýchod od Zadaru, 3 km na severozápad od starého královského města Biograd na Moru.

## Sídla
V roce 2001 v opčině žilo 4 482 obyvatel, z čehož připadalo 1 667 připadalo na stejnojmennou vesnici. Kromě vlastní vesnice zahrnuje opčina sídla Donje Raštane, Gornje Raštane, Sikovo, Sveti Petar na Moru a Turanj.